# Мельсяни
Мелься́ни (рос. Мельсяны, ерз. Мельхцан) — присілок у складі Єльниківського району Мордовії, Росія. Входить до складу Єльниківського сільського поселення.
Населення — 47 осіб (2010; 71 у 2002).
Національний склад (станом на 2002 рік):
- мордва — 94 %